# (39564) Tarsia
(39564) Tarsia est un astéroïde de la ceinture principale.

## Description
(39564) Tarsia est un astéroïde de la ceinture principale. Il fut découvert le 2 septembre 1992 à La Silla par Eric Walter Elst. Il présente une orbite caractérisée par un demi-grand axe de 2,32 UA, une excentricité de 0,20 et une inclinaison de 7,7° par rapport à l'écliptique.

## Compléments